# Húngaros en Eslovaquia

Área aproximada en el sur de Eslovaquia habitada por la minoría étnica húngara.

Húngaros o Magyars son la mayor minoría étnica de Eslovaquia, totalizando 508,714 personas, es decir, el 9,4% de la población (censo de 2011). Están principalmente concentrados en la parte meridional del país, cerca de la frontera con Hungría, y son la mayoría en dos distritos de Eslovaquia: Komárno (Komáromi járás) y Dunajská Streda (Dunaszerdahelyi járás). 

## Historia

### Orígenes de la minoría húngara en Checoslovaquia

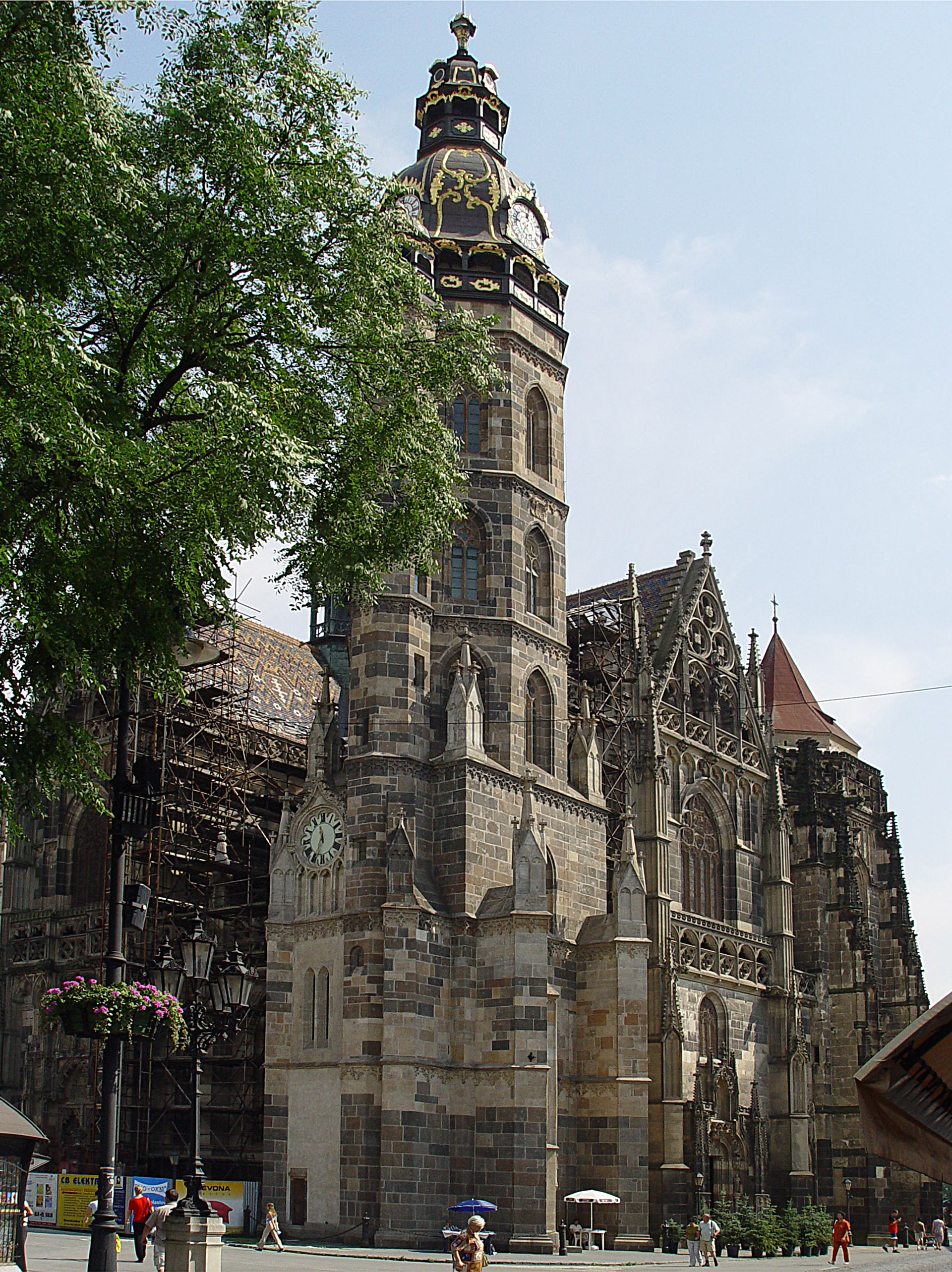
Catedral de Sta Isabel en Košice.

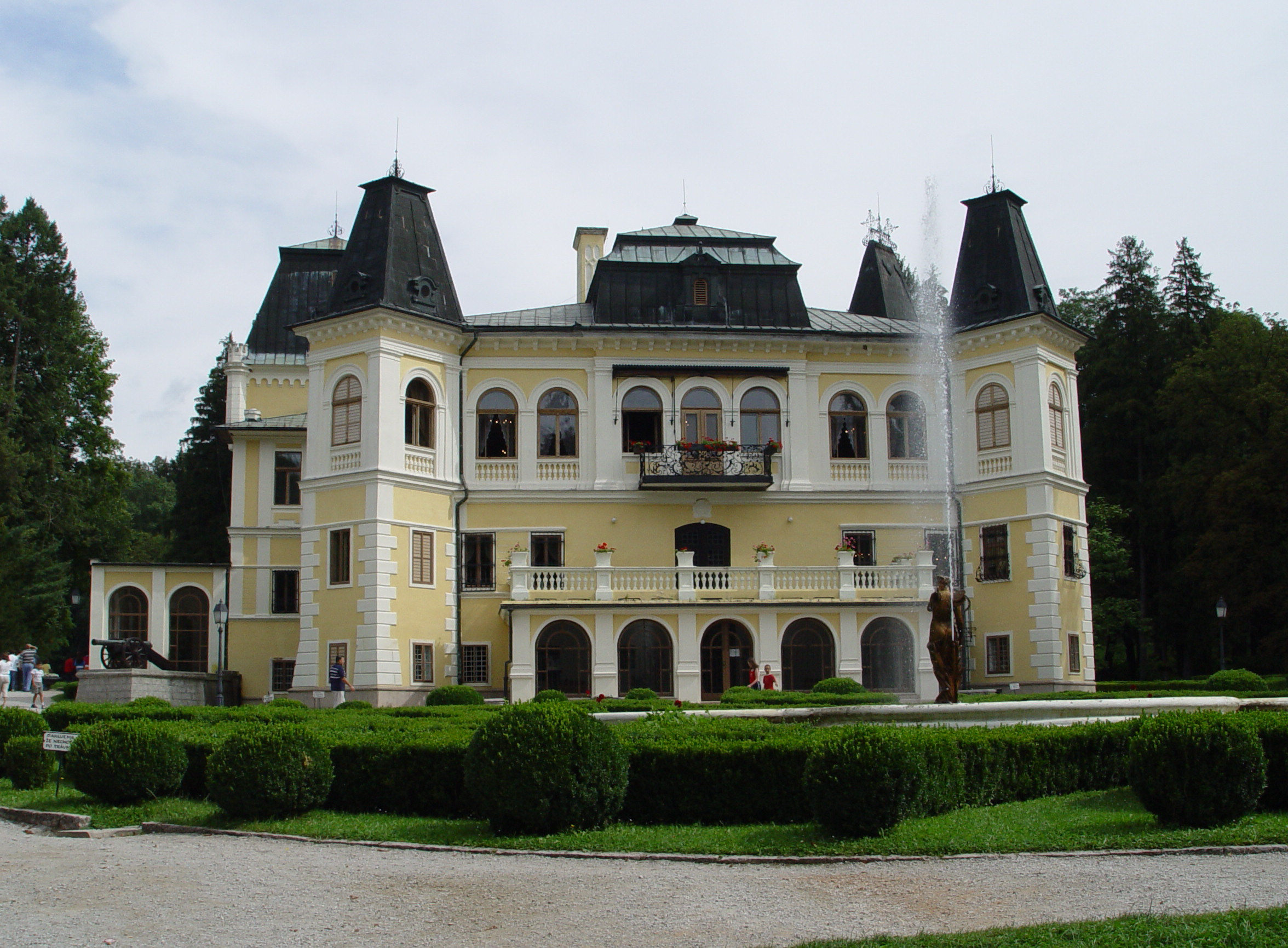
Castillo de Betliar - Andrássy.

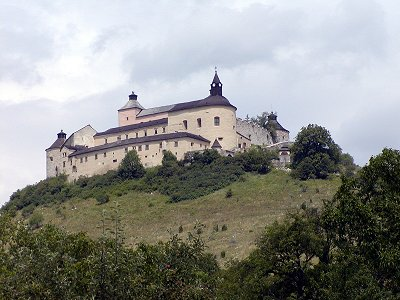
Castillo de Krásna Hôrka.

Tras la derrota del ejército húngaro en 1919 la conferencia de Paz de París en el Tratado de Trianon en 1920 estableció el sur de la frontera de Checoslovaquia por razones económicas y estratégicas más hacia el sur de la frontera lingüística Eslovaca-Húngara. Así pues hubo poblaciones húngaras anexionadas al estado recién creado.

### Demografía antes y después del final de la I Guerra Mundial
Según el censo de 1910 conducido en el Reino de Hungría, había 884.309 personas de etnia húngara, constituyendo el 30,2% de la población, en lo que hoy es Eslovaquia comparado con el 9,7% según el censo de 2001. El censo checoslovaco de 1930 registra 571.952 húngaros. Sin embargo todos los censos de este periodo son controvertidos. Por ejemplo según el censo checoslovaco en Kosice había un 15-20% de población húngara. Sin embargo durante las elecciones parlamentarias los partidos Étnicos Húngaros obtuvieron un 35-45% de los votos (excluyendo a los húngaros que votaron por los comunistas o los Socialdemócratas). El asunto se complica por el hecho de que hay un porcentaje elevado bilingüe y personas "Eslovaco-húngaras" que podrían considerarse tanto eslovacas como húngaras. 

### Después de la I Guerra Mundial
En 1945, al final de la II Guerra Mundial, Checoslovaquia se volvió a crear y algunos políticos intentaron eliminar completamente las minorías alemanas y húngaras. Ambas minorías fueron consideras por algunos como criminales de guerra puesto que sus representantes habían apoyado el cambio de las fronteras de Checoslovaquia antes de la II Guerra Mundial en el Acuerdo de Múnich. En 1945, el presidente Edvard Beneš revocó la ciudadanía a los alemanes y húngaros por el decreto #33, excepto a los que habían tenido un activo pasado antifascista. 

#### Intercambios de población
Después de la II Guerra Mundial los alemanes fueron expulsados de Checoslovaquia y aunque los aliados rechazaron una expulsión unilateral de los húngaros aceptaron un intercambio forzoso de población entre Checoslovaquia y Hungría, lo que inicialmente fue rechazado por Hungría. Este intercambio según las fuentes fue de entre 55 y 90 mil húngaros de Eslovaquia por entre 60 y 73 eslovacos de Hungría. 
El resultado de la huida y expulsión de alemanes de Checoslovaquia durante la II Guerra Mundial fue una necesidad desesperada de mano de obra en ese país, especialmente de granjeros, en la parte de Checoslovaquia conocida como Sudetes. Como resultado el gobierno Checoslovaco deportó algo más de 40 mil húngaros de Eslovaquia a los Sudetes entre 1945 y 1947. Sin embargo la mayoría regresó a Eslovaquia en los siguientes años.

#### Reeslovaquización
Entre 1945 y 1948, aquellos húngaros en Eslovaquia que pudieron demostrar que había sido registrados como eslovacos en 1930 y/o podían probar por algún medio que tenían raíces Eslovacas o eslavas fueron dados la posibilidad de obtener la nacionalidad eslovaca. Esta operación recibió el nombre de reeslovaquización. Dado que los húngaros habían sido privados de diversos derechos hubo según algunas fuentes hasta 400.000 que aplicaron por la nacionalidad de los cuales 344.609 la recibieron.

### Demografía después de la II Guerra Mundial
Según el censo de 1950 el número de húngaros en Eslovaquia disminuyó en 240.000 comparado con 1930 y en 1961 volvió a disminuir aumentar en 164.244 hasta 518,776. El bajo número de 1950 es probablemente debido a la reeslovaquización, mientras que el mayor número de 1961 parece deberse a que la reeslovaquización fue cancelada.
El número de húngaros en Eslovaquia aumentó hasta 567.296 en 1991.

## La situación de la minoría húngara hoy en día
En 1992 la constitución del estado Eslovaco deriva del concepto de nación estado eslovaca. Sin embargo en el preámbulo de la constitución se citan a las minorías étnicas. Así mismo los derechos de las diversas minorías étnicas son protegidas por la Constitución, la Convención Europea de los Derechos Humanos y varios otros documentos contrayentes. Así mismo están representados en el parlamento por su propio partido político SMK, que formó parte del gobierno de coalición desde 1998 hasta 2006.

## Cultura
- Új Szó, periódico de lengua húngara publicado en Bratislava
- Madách - antigua editorial húngara en Bratislava
- Kalligram - Editorial húngara en Bratislava

## Educación
585 escuelas en Eslovaquia, guarderías incluidas, usan el idioma húngaro prioritariamente. 194 utilizan tanto el eslovaco como el húngaro. En 2004, la J. Selye University de Komárno fue la primera universidad pública fuera de Hungría en la cual el húngaro era el idioma prioritario.

## Ciudades con una proporción de habitantes húngara elevada
Nota: solo se han incluido ciudades de cierto tamaño, no hay aldeas ni pueblos en el listado siguiente.

### Ciudades con mayoría húngara
- Veľký Meder (Nagymegyer) - 9,113 habitantes de los cuales 84,60% son húngaros
- Kolárovo (Gúta) - 10,756 habitantes de los cuales 82,60% son húngaros
- Dunajská Streda (Dunaszerdahely) - 23,562 habitantes de los cuales 79,75% son húngaros
- Kráľovský Chlmec (Királyhelmec) - 7,966 habitantes de los cuales 76,94% son húngaros
- Štúrovo (Párkány) - 11,708 habitantes de los cuales 68,70% son húngaros
- Šamorín (Somorja) - 12,339 habitantes de los cuales 66,63% son húngaros
- Fiľakovo (Fülek) - 10,198 habitantes de los cuales 64,40% son húngaros
- Šahy (Ipolyság) - 7,971 habitantes de los cuales 62,21% son húngaros
- Tornaľa (Tornalja) - 8,016 habitantes de los cuales 62,14% son húngaros
- Komárno (Komárom) - 37,366 habitantes de los cuales 60,09% son húngaros
- Čierna nad Tisou (Tiszacsernyő) - 4,390 habitantes de los cuales 60% son húngaros
- Veľké Kapušany (Nagykapos) - 9,536 habitantes de los cuales 56,98% son húngaros
- Želiezovce (Zselíz) - 7,522 habitantes de los cuales 51,24% son húngaros
- Hurbanovo (Ógyalla) - 8,041 habitantes de los cuales 50,19% son húngaros

### Ciudades con una población húngara de entre 25% y 50%
- Moldava nad Bodvou (Szepsi) - 9,525 habitantes de los cuales 43,6% son húngaros
- Sládkovičovo (Diószeg) - 6,078 habitantes de los cuales 38,5% son húngaros
- Galanta (Galánta) - 16,000 habitantes de los cuales 36,80% son húngaros
- Rimavská Sobota (Rimaszombat) - 24,520 habitantes de los cuales 35,26% son húngaros
- Nové Zámky (Érsekújvár) - 42,300 habitantes de los cuales 27,52% son húngaros
- Rožňava (Rozsnyó) - 19,120 habitantes de los cuales 26,80% son húngaros

### Ciudades con una población húngara entre 10% y 25%
Senec (Szenc) - 15,193 habitantes de los cuales 22% son húngaros
Šaľa (Vágsellye) - 24,506 habitantes de los cuales 17,9% son húngaros
Lučenec (Losonc) - 28,221 habitantes de los cuales 13,11% son húngaros
Levice (Léva) - 35,980 habitantes de los cuales 12,23% son húngaros

## Famosos húngaros nacidos en Eslovaquia

### Nacido antes de 1918 en elReino de Hungría
- Gyula Andrássy (político)
- Gyula Andrássy el joven (político)
- Bálint Balassi (poeta)
- Miklós Bercsényi (político)
- Mór Jókai (escritor)
- Imre Madách (poeta)
- Sándor Márai (escritor)
- Kálmán Mikszáth (escritor)
- Gyula Reviczky (poeta)
- Mihály Tompa (poeta)
- Lajos Kassák ( poeta, pintor, tipógrafo, artista gráfico)
- Ernő Dohnányi (compositor, pianista)
- Lajos Batthyány (político)

### Nacido después de 1918 en Checoslovaquia
- Balázs Borbély (deportista)
- Imrich Bugár Imre Bugár (deportista)
- Koloman Gögh Kálmán Gögh (deportista)
- László Mécs (Družstevná pri Hornáde, Eslovaquia; poeta)
- Szilárd Németh (deportista)
- Alexander Pituk Sándor Pituk (deportista)
- Tamás Priskin (deportista)
- Richard Réti (deportista)

### Nacido en Checoslovaquia, carrera en Hungría
- Katalin Szvorák
- János Manga

### Políticos húngaros en Eslovaquia
- Edit Bauer - Eurodiputado
- László Nagy
- Conde János Esterházy - político durante la II Guerra Mundial
- Károly Tóth Leader of the Forum institute, which compiles statistics on minorities in Slovakia.